# Louis Mouton
Louis Mouton (* 3. Juni 2002 in Saint-Priest-en-Jarez) ist ein französischer Fußballspieler, der aktuell beim SCO Angers in der Ligue 1 spielt.

## Karriere
Mouton spielte bis 2013 in der Jugend der ES Veauche, ehe er in die Akademie der AS Saint-Étienne wechselte. Dort spielte er 2019/20 seine ersten A-Jugend-Spiele in der Coupe Gambardella. In der Folgesaison lief er für die U19-Mannschaft des Vereins auch in der Liga auf und spielte auch schon für die fünftklassige Zweitmannschaft. 2021/22 war er bei letzterer Stammspieler und stand bereits einige Male im Spieltagskader der Profis. Nach dem Abstieg in die Ligue 2 debütierte Mouton dort am ersten Spieltag der Saison 2022/23 nach Einwechslung in der Halbzeit bei einer 1:2-Niederlage gegen den FCO Dijon. Über einen Monat später schoss er in der Startelf stehend sein erstes Tor im Profibereich, als er bei einem 2:2-Unentschieden gegen den FC Pau den ersten Treffer der Partie erzielte. Er kam in der gesamten Saison nahezu nur in der Hinrunde zum Einsatz und traf in 15 Spielen dieses eine Mal. Anschließend wurde er für die Spielzeit 2023/24 an den Ligakonkurrenten FC Pau verliehen. Dort spielte er 27 Mal in der Liga und schoss zwei Tore in drei Pokaleinsätzen. Während seiner Leihe stieg die ASSE in die Ligue 1 auf, wo er am zweiten Spieltag seine erste Partie absolvierte, als er gegen den Le Havre AC ins Spiel kam. Insgesamt spielte er 2024/25 24 Erstligaspiele und stieg mit dem Klub als Vorletzter erneut in die Ligue 2 ab.
Im Sommer 2025 wechselte er jedoch zum SCO Angers und blieb somit in der Ligue 1.